# Nederlands landskampioenschap voetbal 1898/99
Het Nederlands landskampioenschap voetbal in het seizoen 1898/99 werd gewonnen door de Amsterdamse voetbalclub RAP. RAP moest daarvoor de kampioen van de oostelijke afdeling PW uit Enschede verslaan over twee wedstrijden. Met dit kampioenschap en de winst in de eerste editie van het nationale bekertoernooi werd RAP de eerste Nederlandse winnaar van de dubbel. RAP werd landskampioen zonder een nederlaag te hoeven incasseren in het gehele seizoen, een prestatie die later alleen nog herhaald werd door Ajax in de seizoenen 1918/19 en 1994/95.
| Wedstrijd | Uitslagen    |
| --------- | ------------ |
| RAP - PW  | 3 - 2, 2 - 1 |

## Eindstand West
| Positie | Club          | WG | W  | G | V | P  | DS    |
| ------- | ------------- | -- | -- | - | - | -- | ----- |
| 1.      | RAP Amsterdam | 12 | 10 | 2 | 0 | 22 | 37-15 |
| 2.      | HVV           | 12 | 6  | 2 | 4 | 14 | 23-15 |
| 3.      | Haarlem       | 12 | 5  | 3 | 4 | 13 | 29-23 |
| 4.      | HBS           | 12 | 5  | 2 | 5 | 12 | 21-15 |
| 5.      | Sparta        | 12 | 5  | 0 | 7 | 10 | 18-28 |
| 6.      | HFC           | 12 | 3  | 1 | 8 | 7  | 13-33 |
| 7.      | Rapiditas     | 12 | 3  | 0 | 9 | 6  | 17-29 |

## Eindstand Oost
| Positie | Club     | WG | W | G | V | P  | DS    |
| ------- | -------- | -- | - | - | - | -- | ----- |
| 1.      | PW       | 8  | 7 | 0 | 1 | 14 | 19-10 |
| 2.      | Go Ahead | 8  | 4 | 2 | 2 | 10 | 22-13 |
| 3.      | Vitesse  | 8  | 3 | 2 | 3 | 8  | 16-16 |
| 4.      | Quick    | 8  | 2 | 0 | 6 | 4  | 13-18 |
| 5.      | UD       | 8  | 2 | 0 | 6 | 4  | 10-23 |

Nederlands landskampioenschap

1888/89 · 
1889/90 ·
1890/91 ·
1891/92 ·
1892/93 ·
1893/94 ·
1894/95 ·
1895/96 ·
1896/97 ·
1897/98 ·
1898/99 ·
1899/00 ·
1900/01 ·
1901/02 ·
1902/03 ·
1903/04 ·
1904/05 ·
1905/06 ·
1906/07 ·
1907/08 ·
1908/09 ·
1909/10 ·
1910/11 ·
1911/12 ·
1912/13 ·
1913/14 ·
1914/15 ·
1915/16 ·
1916/17 ·
1917/18 ·
1918/19 ·
1919/20 ·
1920/21 ·
1921/22 ·
1922/23 ·
1923/24 ·
1924/25 ·
1925/26 ·
1926/27 ·
1927/28 ·
1928/29 ·
1929/30 ·
1930/31 ·
1931/32 ·
1932/33 ·
1933/34 ·
1934/35 ·
1935/36 ·
1936/37 ·
1937/38 ·
1938/39 ·
1939/40 ·
1940/41 ·
1941/42 ·
1942/43 ·
1943/44 ·
1944/45 ·
1945/46 ·
1946/47 ·
1947/48 ·
1948/49 ·
1949/50 ·
1950/51 ·
1951/52 ·
1952/53 ·
1953/54
Betaald voetbal

Eerste klasse 1954/55 ·
Hoofdklasse 1955/56
Eredivisie

1956/57 · 1957/58 · 1958/59 · 1959/60 · 1960/61 · 1961/62 · 1962/63 · 1963/64 · 1964/65 · 1965/66 · 1966/67 · 1967/68 · 1968/69 · 1969/70 · 1970/71 · 1971/72 · 1972/73 · 1973/74 · 1974/75 · 1975/76 · 1976/77 · 1977/78 · 1978/79 · 1979/80 · 1980/81 · 1981/82 · 1982/83 · 1983/84 · 1984/85 · 1985/86 · 1986/87 · 1987/88 · 1988/89 · 1989/90 · 1990/91 · 1991/92 · 1992/93 · 1993/94 · 1994/95 · 1995/96 · 1996/97 · 1997/98 · 1998/99 · 1999/00 · 2000/01 · 2001/02 · 2002/03 · 2003/04 · 2004/05 · 2005/06 · 2006/07 · 2007/08 · 2008/09 · 2009/10 · 2010/11 · 2011/12 · 2012/13 · 2013/14 · 2014/15 · 2015/16 · 2016/17 · 2017/18 · 2018/19 · 2019/20 · 2020/21 · 2021/22 · 2022/23 · 2023/24 · 2024/25